# حب القتل
حب القتل (بالإنجليزية: Love of Kill)‏ هي سلسلة مانغا يابانية نشرت لأول مرة في أكتوبر 2015 ومن وتم عمل مسلسل أنمي مقتبس من المانغا عُرض في 13 يناير 2022.